# El castillo (novela)
El castillo (Das Schloß) es una novela del escritor checoeslovaco Franz Kafka (1883-1924). Publicada póstumamente en 1926, se trata de una obra inconclusa que Kafka había empezado a escribir en enero de 1922.
Su protagonista, conocido solamente como K., lucha para acceder a las misteriosas autoridades de un castillo que gobierna el pueblo al cual K. ha llegado a trabajar como agrimensor. En líneas generales, El castillo trata sobre la alienación, la burocracia, y la frustración, aparentemente interminable, de los intentos de un hombre por incorporarse al sistema.

## Fecha de redacción
Kafka comenzó a escribir El castillo el 27 de enero de 1922, el día que llegó a la instalación turística de montaña de Spindlermühle, a la que se dirigía para recuperarse de un colapso nervioso de gravedad. No parece que terminase allí la novela, por lo que la habría continuado en Praga y en Planá, donde residió desde junio, una vez jubilado, y donde se instaló en la casa de vacaciones alquilada por su hermana Ottla. En julio, Max Brod le comentó en una carta que estaba leyendo la parte de la novela que Kafka le había enviado; su impresión es positiva y le urge a que la termine. Sin embargo, no la terminó.
Aunque existe alguna referencia previa del propio Kafka respecto de que había pensado en la novela años antes (parece probable que en 1920 llegó a escribir un fragmento), lo más seguro es que prácticamente todo lo que escribió lo hizo en Planá en 1922 y que al marchar a Praga, como él mismo dejó anotado, abandonó la novela.

## Proceso de edición
Kafka murió antes de terminar El castillo y no se sabe si tenía pensado terminar la obra si superaba su tuberculosis. En distintas ocasiones, Kafka le contó a su amigo Max Brod de dos diferentes condiciones: K., el protagonista del libro, continuaría residiendo y moriría en el pueblo. El castillo le notificaría, en su lecho de muerte, que su «demanda judicial para vivir en el pueblo no era válida, todavía, tomando ciertas circunstancias auxiliares en consideración, se le permitía vivir y trabajar ahí», pero el 11 de septiembre de 1922 en una carta a Max Brod, declaró que renunciaba al libro y que nunca volvería a él. De hecho, el libro termina con una oración inconclusa.
Aunque Kafka le pidió a Brod que destruyera todos sus trabajos tras su muerte, Brod publicó las obras de Kafka. El castillo fue publicado originalmente en Alemania en 1926 por el publicista Kurt Wolff Verlag de Múnich. Se vendieron mucho menos de las 1500 copias que se imprimieron de esta edición. Fue republicado en 1935 por Schocken Verlag en Berlín, y en 1946 por Schocken Books de Nueva York.
Brod debió editar drásticamente la obra para su publicación. Su idea fue ganar aceptación del trabajo y del autor, no mantener la estructura de las obras de Kafka. Lo que sería de vital importancia en el futuro de las traducciones y continúa siendo el centro de discusión sobre el texto. Brod puso suma importancia religiosa al simbolismo del castillo. Esta es una posible interpretación de la obra basándose en numerosas referencias judeocristianas como lo indican muchos, incluyendo a Arnold Heidsieck.

## Argumento
Oscura y a ratos surrealista, trata sobre la alienación, la burocracia, la frustración, aparentemente interminable; y de los intentos de un hombre de oponerse al sistema a través de la historia de un agrimensor, protagonista conocido solamente como K., en su lucha imposible de acceder a las misteriosas autoridades de un castillo que gobiernan el pueblo al cual ha llegado y que lo han contratado para realizar un trabajo cuya naturaleza incluso ignora.
K. se aloja en el pueblo vecino, a la espera de poder contactar con sus patrones, encontrándose en un microcosmos cuyas normas legales ni su comportamiento entiende. A lo largo de la obra uno puede percibir la irracionalidad que reina dentro de este microcosmos, una psicología desesperante, que trata de acercarnos a la realidad de la época en que fue escrita; donde un individuo, menos aún uno desconocido y odiado, nada puede hacer frente a un sistema que, habiendo sido creado por hombres, no tiene nada de humano.
En el epílogo del libro escrito por Max Brod y firmado en octubre de 1957, este explicita la relación existente entre este libro y El proceso, otra novela inacabada de Kafka, donde se tratan temas semejantes. Mientras que en El proceso el protagonista, Josef K., intenta huir de los funcionarios y la burocracia, en El castillo el protagonista, por el contrario, intenta acercarse a ellos. En ambos casos, no obstante, la sensación de opresión es análoga, y el protagonista jamás logra alcanzar su objetivo. Brod también relaciona la paradoja de la existencia humana presente en la obra de Kafka con la obra del filósofo existencialista Søren Kierkegaard, en particular su escrito Temor y temblor, y con los trabajos filosóficos de Blaise Pascal.

## Técnicas narrativas
La historia de El castillo está contada por un narrador omnisciente cuya perspectiva coincide prácticamente con la del protagonista; se trata, por tanto, de un caso de omnisciencia selectiva o de narrador equisciente.
Aunque los hechos estrictamente protagonizados por el protagonista se plasman en un orden lineal, el tiempo narrativo de El castillo «está estructurado de una manera que no puede ser calificada de lineal». La continua presencia de las voces de los otros personajes a través de los diálogos que entablan con K. introduce continuamente analepsis y prolepsis que irregularizan el ritmo de la narración y lo ralentizan e, incluso, paralizan, reflejando con ello las propias dificultades del protagonista para conseguir sus propósitos. Así ocurre con los fragmentos que refieren la historia de la familia de Barnabás o el pasado de varios personajes.
Este tratamiento del tiempo por parte de Kafka se inscribe en la corriente cultural de su época liderada por Bergson, Husserl y Heidegger, según la cual el tiempo se sitúa en la conciencia de las personas, por lo que no es posible objetivarlo. La obra de Kafka participa en este aspecto, por parte, de características también presentes en las de Joyce y Proust, por ejemplo.
En cuanto al espacio en que se desarrolla la historia, está conformado por un conjunto arquitectónico formado por un castillo en lo alto de una colina y un pueblo a sus pies. El castillo, que simboliza el poder de las autoridades, refleja en su inaccesibilidad para el protagonista la correspondiente imposibilidad de acceder a aquellas. Además, en su primer capítulo la novela incide en el hecho de que dependiendo de a qué distancia sea contemplado, la fisonomía del castillo cambia: de lejos, parece mucho más cuidado e impreciso, mientras que de cerca se nota bastante deteriorado por el paso del tiempo. Por lo demás, precisamente al admirarse más de cerca, es posible advertir que no se trata de un castillo propiamente dicho, al estilo de los de la Edad Media, sino de una amplia construcción compuesta por varios edificios adosados.
Con todo, el espacio en el que se desarrolla la acción es el pueblo, especialmente en espacios cerrados como son las dos posadas (la conocida con el nombre El Puente y la Posada Señorial). Otros espacios son la casa del alcalde, la de la familia de Barnabás y la escuela del pueblo. Se trata, todos ellos, de espacios sórdidos, de dimensiones reducidas y en la semi-oscuridad.

## Personajes
El protagonista de la novela es K., pues sobre él recae el peso de la acción. El personaje se caracteriza por su anonimato casi total, reflejado tanto en la referencia a él a lo largo de la novela solo con una letra (en un momento dado se le llama Josef, por lo que K. es la inicial del apellido), como en la falta de precisiones acerca de su pasado; solo al principio rememora un hecho de su infancia con valor simbólico (consiguió trepar a un muro que parecía inexpugnable) y más adelante una vaga comparación entre su pueblo y algún elemento del complejo arquitectónico del castillo. Respecto de su condición social, se sabe que está casado y tiene un hijo, y que su llegada al pueblo tiene como objetivo mejorar su situación.

## Miscelánea
La obra El castillo es considerada en ocasiones como una obra en parte política antiestatista, por su talante antiburocrático. En otras muchas ocasiones como una obra exclusivamente filosófica, existencialista y religiosa. Sin embargo como se explicó con anterioridad, es posible que este último componente haya sido exagerado por Brod, por lo que el significado total sigue siendo discutido.

## Película
En 1997 se estrenó una película austriaca basada en esta novela, dirigida por Michael Haneke.